# سفاين هولدن
سفاين هولدن (بالنرويجية البوكمول: Svein Holden)‏ هو مدع ومحامي نرويجي، ولد في 23 أغسطس 1973 في فريدريكستاد في النرويج.